# Radio Fon
Radio Fon – polska lokalna rozgłośnia radiowa nadająca na częstotliwości 102,6 FM w latach 1995–2006.

## Historia
Nadawanie rozpoczęła 26 sierpnia 1995 roku. Stacja emitowała relacje sportowe na żywo. Radio Fon korzystał z serwisów sieci Radio Super FM.
Radio Fon 3 lutego 2006 roku zostało zastąpione przez RMF MAXXX Częstochowa. Po zakończeniu nadawania na falach radiowych, rozgłośnia rozpoczęła audycje internetowe poprzez witrynę radiofon.fm.